# Calcatoggio
Calcatoggio (in corso Calcatoghju) è un comune francese di 531 abitanti situato nel dipartimento della Corsica del Sud nella regione della Corsica.

## Società

### Evoluzione demografica
Abitanti censiti